# Campaña de Italia (Segunda Guerra Mundial)
La Campaña de Italia, también denominada la liberación de Italia, es el nombre que reciben las operaciones aliadas en Italia durante la Segunda Guerra Mundial desde mediados de 1943 hasta el final de la guerra.
Finalizada la Campaña del norte de África, los Aliados deciden que el siguiente paso ha de ser la invasión de Italia, comenzando por Sicilia. El 10 de julio de 1943, al mando de Dwight David Eisenhower, tropas británicas y los estadounidenses desembarcan al sureste de la isla y la ocupan en poco más de un mes. La invasión aliada de territorio italiano provoca que, el 24 de julio, el rey de Italia Víctor Manuel III ordene la detención de Mussolini y nombre al mariscal Pietro Badoglio como nuevo presidente del país. El nuevo gobierno italiano inició enseguida conversaciones para una paz con los Aliados que culminarán el 3 de septiembre cuando se firme el Armisticio entre Italia y las fuerzas armadas aliadas, habiendo sido mantenidas en secreto para no alertar a Hitler.
El mismo día 3, las fuerzas aliadas cruzan el estrecho de Mesina, sin encontrar una importante resistencia, y comienzan a avanzar por la península de Calabria, y el día 9 de septiembre la fuerza principal aliada desembarca en Salerno. Sin embargo, Hitler descubre la traición italiana y ordena la ocupación de Italia y el desarme del ejército italiano. Ante esta contraofensiva las fuerzas aliadas tienen que luchar duramente contra las tropas alemanas que repelen el desembarco para poder salir de las playas de Salerno. Mientras tanto, paracaidistas alemanes consiguen liberar a Mussolini y Hitler le coloca como cabeza del nuevo Estado fascista del norte de Italia, con capital en Saló. Estalla la guerra civil italiana.
Mientras, los Aliados redirigen sus esfuerzos hacia Nápoles, haciendo retroceder lentamente a los alemanes del sur de Italia. Estos, sin embargo, acabarían organizando una tenaz línea de defensa a la altura de la ciudad de Cassino, a unos 100 km al sureste de Roma. Esta línea, llamada la Línea Gustav, conseguirá detener a los Aliados desde diciembre de 1943 hasta mayo de 1944. Los Aliados libran una serie de cruentas batallas para asaltar esta línea (Batalla de Montecassino).
Tras atravesar la Línea Gustav los Aliados entran en Roma y el ejército alemán se retira en orden hacia el norte de Italia, donde consigue atrincherarse en otra línea de defensa, la Línea Gótica, resistiendo los ataques aliados. 

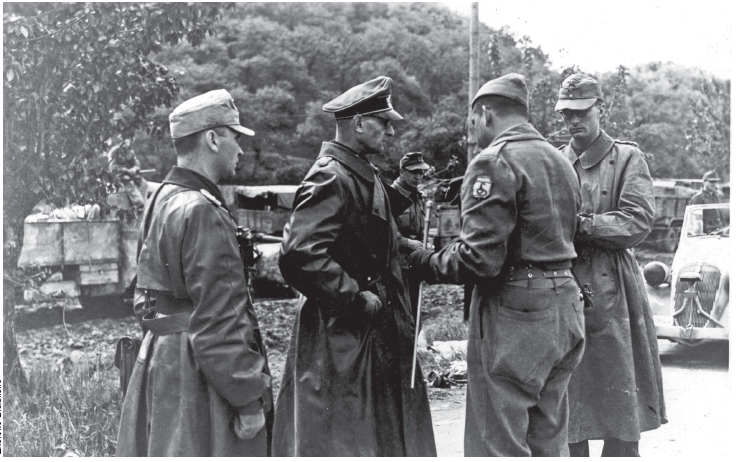
El coronel Otto Fretter-Pico en conversaciones con el mayor Franco Ferreira sobre la rendición de la 148.a División de Infantería a la FEB, después de la Batalla de Collecchio, el 29 de abril de 1945.

La ofensiva final aliada comenzó el 9 de abril de 1945, consiguiendo penetrar totalmente en el frente alemán y ocupar Alemania y toda la llanura del Po. Las tropas alemanas trataron de retirarse a los Alpes, pero la guerra ya está tocando a su fin. El 28 de abril, Mussolini y su amante Clara Petacci intentan huir a Suiza, pero por el camino fueron capturados por partisanos italianos que les fusilaron, colgando sus cadáveres de los pies en la Piazzale Loreto de Milán. Entre el 26 y el 1 de mayo se libró la Batalla de Collecchio-Fornovo di Taro, que resultó en la rendición de la 148.ª División de Infantería alemana a manos de los soldados brasileños de la Fuerza Expedicionaria Brasileña, los brasileños capturaron a unos 15.000 soldados italianos y nazis. El final de estas batallas marcó el fin de los conflictos en suelo italiano y el fin del ejército fascista italiano. El ejército alemán en Italia se rindió finalmente el 2 de mayo de 1945.